# 赫爾號驅逐艦 (DD-7)
赫爾號驅逐艦（舷號DD-7）是一艘隸屬於美國海軍的驅逐艦，為班布里奇級驅逐艦的七號艦。她是美軍第一艘以赫爾為名的軍艦，以紀念1812年戰爭時期的海軍准將艾薩克·赫爾（Issac Hull）。
赫爾號在1899年於夏蘭·荷令斯威鋼鐵廠（Harlan and Hollingsworth）開始建造，在1902年下水，於1903年服役。接著赫爾號分別在大西洋及東太平洋執勤。美國參與第一次世界大戰後，赫爾號留在近海作反潛巡航。戰後赫爾號在1919年退役除籍，並在1921年出售拆解。